# Пролювіально-алювіальний шлейф

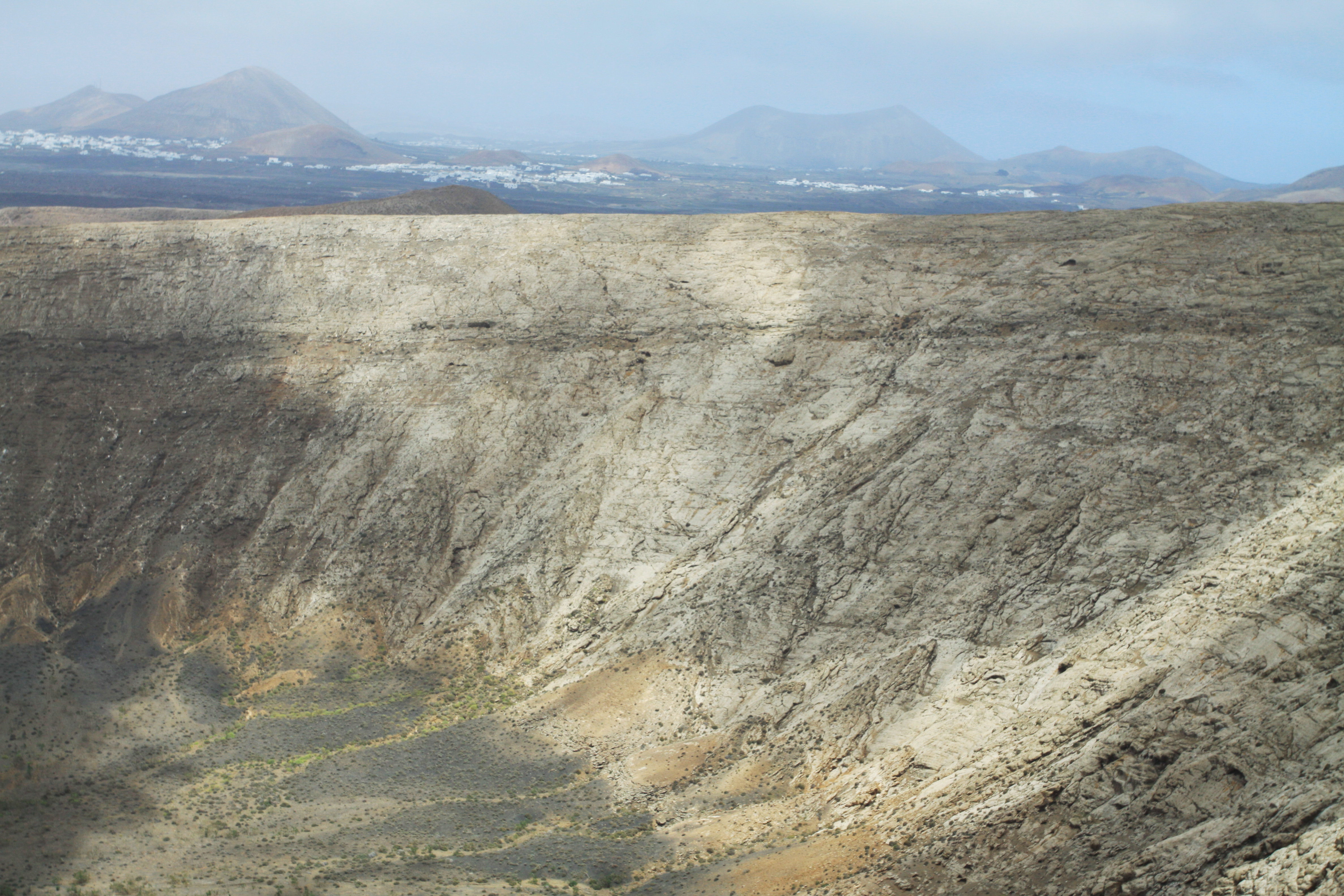
Пролювіально-алювіальний шлейф

Пролювіально-алювіальний шлейф (рос. пролювиально-аллювиальный шлейф, англ. aggradation plain, apron; нім. Schwemmkegelstreifen m am Fusse eines Gebirges) — смуга конусів виносу тимчасових та постійних водостоків, які злилися між собою і утворюють біля підошви гір похилу рівнину.